# 19e étape du Tour d'Espagne 2021
Pour un article plus général, voir Tour d'Espagne 2021.
La 19e étape du Tour d'Espagne 2021 se déroule le vendredi 3 septembre 2021, entre Tapia de Casariego et Monforte de Lemos, sur une distance de 191,2 km.

## Déroulement de l'étape
L'étape comporte un départ vallonné, avec trois montées catégorisées avant un final essentiellement plat. Une échappée de 24 coureurs anime la journée, mais les équipes BikeExchange et DSM n'octroient à l'échappée qu'une avance maximale de deux minutes et demie. Avec 43 kilomètres restant, plusieurs coureurs sont pris dans une chute dans le peloton. La plus grosse victime est Louis Meintjes (Intermarché-Wanty-Gobert Matériaux), dixième du général et contraint à l'abandon. En tête, sept coureurs constituent encore l'échappée, le peloton restant à une demi-minute derrière. Cependant, l'échappée maintient ce maigre avantage jusqu'à l'arrivée. Dans le sprint final, Magnus Cort Nielsen (EF Education-Nippo) devance au sprint Quinn Simmons (Trek-Segafredo) et résiste à Rui Oliveira (UAE Team Emirates) pour remporter sa troisième victoire d'étape sur cette édition. Le seul changement dans le top dix est David de la Cruz qui se hisse à la dixième place après l'abandon de Meintjes.

## Résultats

### Classement de l'étape
| \| Classement de l'étape \| Classement de l'étape \| Classement de l'étape \| Classement de l'étape \| Classement de l'étape \| \| Coureur \| Coureur \| Pays \| Équipe \| Temps \| \| --------------------- \| --------------------- \| --------------------- \| --------------------- \| --------------------- \| \| 1er \| Magnus Cort Nielsen \| Danemark \| EF Education-Nippo \| 4 h 24 min 54 s \| \| 2e \| Rui Oliveira \| Portugal \| UAE Team Emirates \| + 0 s \| \| 3e \| Quinn Simmons \| États-Unis \| Trek-Segafredo \| + 0 s \| \| 4e \| Andrea Bagioli \| Italie \| Deceuninck-Quick Step \| + 0 s \| \| 5e \| Anthony Roux \| France \| Groupama-FDJ \| + 0 s \| \| 6e \| Andreas Kron \| Danemark \| Lotto-Soudal \| + 0 s \| \| 7e \| Lawson Craddock \| États-Unis \| EF Education-Nippo \| + 5 s \| \| 8e \| Alberto Dainese \| Italie \| Team DSM \| + 18 s \| \| 9e \| Matteo Trentin \| Italie \| UAE Team Emirates \| + 18 s \| \| 10e \| Alexander Krieger \| Allemagne \| Alpecin-Fenix \| + 18 s \| |                     |            |                       |                 |
| |                     |            |                       |                 |
| Source : ProCyclingStats |                     |            |                       |                 |
| Classement de l'étape |                     |            |                       |                 |
| Coureur | Coureur             | Pays       | Équipe                | Temps           |
| 1er | Magnus Cort Nielsen | Danemark   | EF Education-Nippo    | 4 h 24 min 54 s |
| 2e | Rui Oliveira        | Portugal   | UAE Team Emirates     | + 0 s           |
| 3e | Quinn Simmons       | États-Unis | Trek-Segafredo        | + 0 s           |
| 4e | Andrea Bagioli      | Italie     | Deceuninck-Quick Step | + 0 s           |
| 5e | Anthony Roux        | France     | Groupama-FDJ          | + 0 s           |
| 6e | Andreas Kron        | Danemark   | Lotto-Soudal          | + 0 s           |
| 7e | Lawson Craddock     | États-Unis | EF Education-Nippo    | + 5 s           |
| 8e | Alberto Dainese     | Italie     | Team DSM              | + 18 s          |
| 9e | Matteo Trentin      | Italie     | UAE Team Emirates     | + 18 s          |
| 10e | Alexander Krieger   | Allemagne  | Alpecin-Fenix         | + 18 s          |

## Classements à l'issue de l'étape

### Classement général
| \| Classement général \| Classement général \| Classement général \| Classement général \| Classement général \| \| Coureur \| Coureur \| Pays \| Équipe \| Temps \| \| ------------------ \| ------------------ \| ------------------ \| ------------------ \| ------------------ \| \| 1er \| Primož Roglič \| Slovénie \| Jumbo-Visma \| 77 h 49 min 37 s \| \| 2e \| Enric Mas \| Espagne \| Movistar Team \| + 2 min 30 s \| \| 3e \| Miguel Ángel López \| Colombie \| Movistar Team \| + 2 min 53 s \| \| 4e \| Jack Haig \| Australie \| Bahrain Victorious \| + 4 min 36 s \| \| 5e \| Egan Bernal \| Colombie \| Ineos Grenadiers \| + 4 min 43 s \| \| 6e \| Adam Yates \| Royaume-Uni \| Ineos Grenadiers \| + 5 min 44 s \| \| 7e \| Sepp Kuss \| États-Unis \| Jumbo-Visma \| + 6 min 02 s \| \| 8e \| Gino Mäder \| Suisse \| Bahrain Victorious \| + 7 min 48 s \| \| 9e \| Guillaume Martin \| France \| Cofidis \| + 8 min 31 s \| \| 10e \| David de la Cruz \| Espagne \| UAE Team Emirates \| + 9 min 24 s \| |                    |             |                    |                  |
| |                    |             |                    |                  |
| Source : ProCyclingStats |                    |             |                    |                  |
| Classement général |                    |             |                    |                  |
| Coureur | Coureur            | Pays        | Équipe             | Temps            |
| 1er | Primož Roglič      | Slovénie    | Jumbo-Visma        | 77 h 49 min 37 s |
| 2e | Enric Mas          | Espagne     | Movistar Team      | + 2 min 30 s     |
| 3e | Miguel Ángel López | Colombie    | Movistar Team      | + 2 min 53 s     |
| 4e | Jack Haig          | Australie   | Bahrain Victorious | + 4 min 36 s     |
| 5e | Egan Bernal        | Colombie    | Ineos Grenadiers   | + 4 min 43 s     |
| 6e | Adam Yates         | Royaume-Uni | Ineos Grenadiers   | + 5 min 44 s     |
| 7e | Sepp Kuss          | États-Unis  | Jumbo-Visma        | + 6 min 02 s     |
| 8e | Gino Mäder         | Suisse      | Bahrain Victorious | + 7 min 48 s     |
| 9e | Guillaume Martin   | France      | Cofidis            | + 8 min 31 s     |
| 10e | David de la Cruz   | Espagne     | UAE Team Emirates  | + 9 min 24 s     |

| Classement par points | Classement par points | Classement par points | Classement par points | Classement par points |
| Coureur               | Coureur               | Pays                  | Équipe                | Points                |
| --------------------- | --------------------- | --------------------- | --------------------- | --------------------- |
| 1er                   | Fabio Jakobsen        | Pays-Bas              | Deceuninck-Quick Step | 250 pts               |
| 2e                    | Primož Roglič         | Slovénie              | Jumbo-Visma           | 162 pts               |
| 3e                    | Magnus Cort Nielsen   | Danemark              | EF Education-Nippo    | 144 pts               |
| 4e                    | Matteo Trentin        | Italie                | UAE Team Emirates     | 132 pts               |
| 5e                    | Alberto Dainese       | Italie                | Team DSM              | 120 pts               |
| 6e                    | Michael Matthews      | Australie             | BikeExchange          | 114 pts               |
| 7e                    | Andrea Bagioli        | Italie                | Deceuninck-Quick Step | 101 pts               |
| 8e                    | Enric Mas             | Espagne               | Movistar Team         | 100 pts               |
| 9e                    | Miguel Ángel López    | Colombie              | Movistar Team         | 92 pts                |
| 10e                   | Arnaud Démare         | France                | Groupama-FDJ          | 91 pts                |

| Classement par points | Classement par points | Classement par points | Classement par points | Classement par points |
| Coureur               | Coureur               | Pays                  | Équipe                | Points                |
| --------------------- | --------------------- | --------------------- | --------------------- | --------------------- |
| 1er                   | Fabio Jakobsen        | Pays-Bas              | Deceuninck-Quick Step | 250 pts               |
| 2e                    | Primož Roglič         | Slovénie              | Jumbo-Visma           | 162 pts               |
| 3e                    | Magnus Cort Nielsen   | Danemark              | EF Education-Nippo    | 144 pts               |
| 4e                    | Matteo Trentin        | Italie                | UAE Team Emirates     | 132 pts               |
| 5e                    | Alberto Dainese       | Italie                | Team DSM              | 120 pts               |
| 6e                    | Michael Matthews      | Australie             | BikeExchange          | 114 pts               |
| 7e                    | Andrea Bagioli        | Italie                | Deceuninck-Quick Step | 101 pts               |
| 8e                    | Enric Mas             | Espagne               | Movistar Team         | 100 pts               |
| 9e                    | Miguel Ángel López    | Colombie              | Movistar Team         | 92 pts                |
| 10e                   | Arnaud Démare         | France                | Groupama-FDJ          | 91 pts                |

| Classement de la montagne | Classement de la montagne | Classement de la montagne | Classement de la montagne | Classement de la montagne |
| Coureur                   | Coureur                   | Pays                      | Équipe                    | Points                    |
| ------------------------- | ------------------------- | ------------------------- | ------------------------- | ------------------------- |
| 1er                       | Michael Storer            | Australie                 | Team DSM                  | 59 pts                    |
| 2e                        | Romain Bardet             | France                    | Team DSM                  | 54 pts                    |
| 3e                        | Primož Roglič             | Slovénie                  | Jumbo-Visma               | 48 pts                    |
| 4e                        | Damiano Caruso            | Italie                    | Bahrain Victorious        | 33 pts                    |
| 5e                        | Rafał Majka               | Pologne                   | UAE Team Emirates         | 33 pts                    |
| 6e                        | Miguel Ángel López        | Colombie                  | Movistar Team             | 28 pts                    |
| 7e                        | Jack Haig                 | Australie                 | Bahrain Victorious        | 23 pts                    |
| 8e                        | Sepp Kuss                 | États-Unis                | Jumbo-Visma               | 19 pts                    |
| 9e                        | Enric Mas                 | Espagne                   | Movistar Team             | 17 pts                    |
| 10e                       | Egan Bernal               | Colombie                  | Ineos Grenadiers          | 16 pts                    |

| Classement de la montagne | Classement de la montagne | Classement de la montagne | Classement de la montagne | Classement de la montagne |
| Coureur                   | Coureur                   | Pays                      | Équipe                    | Points                    |
| ------------------------- | ------------------------- | ------------------------- | ------------------------- | ------------------------- |
| 1er                       | Michael Storer            | Australie                 | Team DSM                  | 59 pts                    |
| 2e                        | Romain Bardet             | France                    | Team DSM                  | 54 pts                    |
| 3e                        | Primož Roglič             | Slovénie                  | Jumbo-Visma               | 48 pts                    |
| 4e                        | Damiano Caruso            | Italie                    | Bahrain Victorious        | 33 pts                    |
| 5e                        | Rafał Majka               | Pologne                   | UAE Team Emirates         | 33 pts                    |
| 6e                        | Miguel Ángel López        | Colombie                  | Movistar Team             | 28 pts                    |
| 7e                        | Jack Haig                 | Australie                 | Bahrain Victorious        | 23 pts                    |
| 8e                        | Sepp Kuss                 | États-Unis                | Jumbo-Visma               | 19 pts                    |
| 9e                        | Enric Mas                 | Espagne                   | Movistar Team             | 17 pts                    |
| 10e                       | Egan Bernal               | Colombie                  | Ineos Grenadiers          | 16 pts                    |

| Classement du meilleur jeune | Classement du meilleur jeune | Classement du meilleur jeune | Classement du meilleur jeune | Classement du meilleur jeune |
| Coureur                      | Coureur                      | Pays                         | Équipe                       | Temps                        |
| ---------------------------- | ---------------------------- | ---------------------------- | ---------------------------- | ---------------------------- |
| 1er                          | Egan Bernal                  | Colombie                     | Ineos Grenadiers             | 77 h 54 min 20 s             |
| 2e                           | Gino Mäder                   | Suisse                       | Bahrain Victorious           | + 3 min 05 s                 |
| 3e                           | Juan Pedro López             | Espagne                      | Trek-Segafredo               | + 13 min 20 s                |
| 4e                           | Rémy Rochas                  | France                       | Cofidis                      | + 34 min 31 s                |
| 5e                           | Clément Champoussin          | France                       | AG2R Citroën Team            | + 47 min 32 s                |
| 6e                           | Steff Cras                   | Belgique                     | Lotto-Soudal                 | + 1 h 05 min 55 s            |
| 7e                           | Jefferson Cepeda             | Équateur                     | Caja Rural-Seguros RGA       | + 1 h 23 min 09 s            |
| 8e                           | Aleksandr Vlasov             | Russie                       | Astana-Premier Tech          | + 1 h 33 min 13 s            |
| 9e                           | Gotzon Martín                | Espagne                      | Euskaltel-Euskadi            | + 1 h 36 min 16 s            |
| 10e                          | Pavel Sivakov                | Russie                       | Ineos Grenadiers             | + 1 h 38 min 23 s            |

| Classement du meilleur jeune | Classement du meilleur jeune | Classement du meilleur jeune | Classement du meilleur jeune | Classement du meilleur jeune |
| Coureur                      | Coureur                      | Pays                         | Équipe                       | Temps                        |
| ---------------------------- | ---------------------------- | ---------------------------- | ---------------------------- | ---------------------------- |
| 1er                          | Egan Bernal                  | Colombie                     | Ineos Grenadiers             | 77 h 54 min 20 s             |
| 2e                           | Gino Mäder                   | Suisse                       | Bahrain Victorious           | + 3 min 05 s                 |
| 3e                           | Juan Pedro López             | Espagne                      | Trek-Segafredo               | + 13 min 20 s                |
| 4e                           | Rémy Rochas                  | France                       | Cofidis                      | + 34 min 31 s                |
| 5e                           | Clément Champoussin          | France                       | AG2R Citroën Team            | + 47 min 32 s                |
| 6e                           | Steff Cras                   | Belgique                     | Lotto-Soudal                 | + 1 h 05 min 55 s            |
| 7e                           | Jefferson Cepeda             | Équateur                     | Caja Rural-Seguros RGA       | + 1 h 23 min 09 s            |
| 8e                           | Aleksandr Vlasov             | Russie                       | Astana-Premier Tech          | + 1 h 33 min 13 s            |
| 9e                           | Gotzon Martín                | Espagne                      | Euskaltel-Euskadi            | + 1 h 36 min 16 s            |
| 10e                          | Pavel Sivakov                | Russie                       | Ineos Grenadiers             | + 1 h 38 min 23 s            |

| Classement par équipes | Classement par équipes             | Classement par équipes | Classement par équipes |
| Équipe                 | Équipe                             | Pays                   | Temps                  |
| ---------------------- | ---------------------------------- | ---------------------- | ---------------------- |
| 1re                    | Bahrain Victorious                 | Bahreïn                | 233 h 45 min 04 s      |
| 2e                     | Jumbo-Visma                        | Pays-Bas               | + 4 min 01 s           |
| 3e                     | Ineos Grenadiers                   | Royaume-Uni            | + 15 min 22 s          |
| 4e                     | Movistar Team                      | Espagne                | + 42 min 01 s          |
| 5e                     | Intermarché-Wanty-Gobert Matériaux | Belgique               | + 47 min 23 s          |
| 6e                     | UAE Team Emirates                  | Émirats arabes unis    | + 59 min 18 s          |
| 7e                     | AG2R Citroën Team                  | France                 | + 1 h 42 min 29 s      |
| 8e                     | Trek-Segafredo                     | États-Unis             | + 1 h 48 min 21 s      |
| 9e                     | Cofidis                            | France                 | + 1 h 55 min 27 s      |
| 10e                    | Astana-Premier Tech                | Kazakhstan             | + 2 h 48 min 34 s      |

| Classement par équipes | Classement par équipes             | Classement par équipes | Classement par équipes |
| Équipe                 | Équipe                             | Pays                   | Temps                  |
| ---------------------- | ---------------------------------- | ---------------------- | ---------------------- |
| 1re                    | Bahrain Victorious                 | Bahreïn                | 233 h 45 min 04 s      |
| 2e                     | Jumbo-Visma                        | Pays-Bas               | + 4 min 01 s           |
| 3e                     | Ineos Grenadiers                   | Royaume-Uni            | + 15 min 22 s          |
| 4e                     | Movistar Team                      | Espagne                | + 42 min 01 s          |
| 5e                     | Intermarché-Wanty-Gobert Matériaux | Belgique               | + 47 min 23 s          |
| 6e                     | UAE Team Emirates                  | Émirats arabes unis    | + 59 min 18 s          |
| 7e                     | AG2R Citroën Team                  | France                 | + 1 h 42 min 29 s      |
| 8e                     | Trek-Segafredo                     | États-Unis             | + 1 h 48 min 21 s      |
| 9e                     | Cofidis                            | France                 | + 1 h 55 min 27 s      |
| 10e                    | Astana-Premier Tech                | Kazakhstan             | + 2 h 48 min 34 s      |

## Abandons
- Louis Meintjes (Intermarché-Wanty-Gobert Matériaux) : abandon
- Sergio Henao (Qhubeka NextHash) : abandon
- Sacha Modolo (Alpecin-Fenix) : abandon